# شون كوندون
شون كوندون (بالإنجليزية: Seán Condon)‏ هو لاعب قذف أيرلندي، ولد في 11 يونيو 1923 في كورك في جمهورية أيرلندا، وتوفي في 27 أكتوبر 2001.